# Elia II di Alessandria
Papa Elia II (... – 1175), è stato papa e patriarca greco-ortodosso di Alessandria e di tutta l'Africa tra il 1171 e il 1175.